# Portal del Norte
Portal del Norte är en ort i Mexiko.   Den ligger i kommunen General Zuazua och delstaten Nuevo León, i den centrala delen av landet, 700 km norr om huvudstaden Mexico City. Portal del Norte ligger 413 meter över havet och antalet invånare är 157.
Terrängen runt Portal del Norte är platt, och sluttar brant österut. Runt Portal del Norte är det mycket tätbefolkat, med 1 361 invånare per kvadratkilometer. Närmaste större samhälle är San Nicolás de los Garza, 17,7 km sydväst om Portal del Norte. Trakten runt Portal del Norte består i huvudsak av gräsmarker.